# 33492 Christirogers
33492 Christirogers è un asteroide della fascia principale. Scoperto nel 1999, presenta un'orbita caratterizzata da un semiasse maggiore pari a 2,3456958 UA e da un'eccentricità di 0,0811928, inclinata di 6,88540° rispetto all'eclittica.